# Paul Jenkins
Paul R. Jenkins (Filadelfia, Pensilvania; 2 de agosto de 1938-1 de julio de 2013) fue un actor estadounidense.
Pese a que hizo apariciones en películas como Network y Chinatown, Jenkins fue más conocido por su trabajo en la televisión, que incluyó papeles en M*A*S*H, Columbo, Lou Grant, Kojak, The Partridge Family, y Starsky and Hutch.
Es conocido por sus papeles como el profesor Parks en The Waltons y como Eddie en Dynasty.

## Muerte
Jenkins murió a la edad de 74 el 1 de julio de 2013, después de una breve enfermedad.